# Beder Tibor
Beder Tibor (Kisrebra, 1938. március 6. – Csíkszereda, 2020. május 3. k.n.) erdélyi magyar földrajztanár, közíró, ismeretterjesztő, Hargita megye főtanfelügyelője.

## Életpályája
1959-ben geológus mérnöki és földrajz tanári  szakos diplomát szerzett a Bolyai Tudományegyetemen. 1959 és 1968 között több iskolában tanított (Nagyajta, Korond), aligazgató, igazgató volt (Köpec, Illyefalva, Korond).
1968-69-ben a csíkszeredai Pionírok Háza igazgatója volt, 1969 és 1972 között a Csíkszeredai Városi Pionírtanács elnöke, 1973 és 1985 között a megyei pionírtanács turisztikai tevékenységének irányítója. 1985 és 1989 között ismét tanár (Csíkszereda, Csíkszentkirály). 1989 és 2001 között Hargita megye főtanfelügyelője, 2001-ben nyugdíjba vonult.

## Munkássága
Az 1970-es években elindította a Jöjjön velünk mozgalmat, melybe több mint tízezren csatlakoztak fennállása során. Ennek a munkának az eredménye a Hegyen-völgyön útikalauz.
1982-ben elhatározta, hogy ellátogat Törökországba, célja Macarköy (Mádzsárköj), azaz Magyarfalva volt. Ennek a falunak mintegy 2500 lakosa, habár egy szót sem tud magyarul, de lelkesen magyarnak vallja magát. Őseik négy évszázada kerültek Törökországba.
1990-ben adódott alkalom erre, gyalogosan tette meg az utat Törökországba. Az útról két könyvet is írt. 1995 és 2000 között útjáról és az erdélyi magyar oktatás helyzetéről több előadáson számolt be az Amerikai Egyesült Államok több városában. Ismeretterjesztő és kisebbségi ügyekkel foglalkozó írásai jelentek meg erdélyi és magyarországi folyóiratokban.
Megalapította a Magyarok Székelyföldi Társaságát, valamint a Julianus Alapítványt. 

### Könyvek
- Pe cărări de munte Harghitene. Indreptar turistic / Hegyen-völgyön. Útikalauz; Tip. Miercurea-Ciuc, Miercurea-Ciuc, 1978
- Gyalogosan Törökországban, Pro-Print Könyvkiadó, Csíkszereda, 2000
- Gondolatok a jövő iskolájáról. Cikkek, tanulmányok; 3. bőv. kiad.; Magister, Csíkszereda, 2001
- Gyalogosan Törökországban; 4. jav. kiad.; Pro-Print, Csíkszereda, 2001
- A szék,  Pro-Print Könyvkiadó, Csíkszereda, 2003
- A bujdosók nyomában, Pro-Print Könyvkiadó, Csíkszereda, 2005
- Megidézett múlt, Pro-Print Könyvkiadó, Csíkszereda, 2008
- Apadó fájdalom, Pro-Print Könyvkiadó, Csíkszereda, 2009
- Magyar testvérek között az anatóliai Macarköyben; Pro-Print, Csíkszereda, 2009
- Az utolsó csata, Pro-Print Könyvkiadó, Csíkszereda, 2011

## Díjak, elismerések
- Éltanár, 1970
- Nemzeti Hagyományőrző elismerés, Budapest, 1991
- Gróf Kun Kocsárd-díj, 1996
- Ezüstgyopár díj, 1998
- Gödöllői Agrártudományi Egyetem emlékérme, 1999
- Márton Áron-emlékérem, 2000
- Rodostó város díszpolgára, 2008